# Club El Porvenir
Club El Porvenir jest argentyńskim klubem z siedzibą w dzielnicy miasta Gerli - Villa Porvenir. Miasto Gerli jest częścią zespołu miejskiego Buenos Aires.

## Osiągnięcia
- Mistrz drugiej ligi (Primera B Nacional Argentina): 1920, 1927
- Mistrz czwartej ligi (Primera C): 1943, 1954
- Mistrz trzeciej ligi (Primera B): 1997 (Apertura)

## Historia
Club El Porvenir założony został 12 września 1915. W erze zawodowej klub nigdy nie wystąpił pierwszej lidze. W sezonie 2005/06 El Porvenir spadł z drugiej ligi i w sezonie 2006/07 rozpoczął grę w trzeciej lidze (Primera B Metropolitana).

## Stroje
Stroje piłkarzy klubu składają się z koszulek w biało-czarne pionowe paski i czarne spodenki oraz czarne getry, przypominając w ten sposób stroje Newcastle United.

## Stadion
Mecze domowe klub rozgrywa na oddanym do użytku 24 kwietnia 1971 roku stadionie Estadio Enrique De Roberts, mogącym pomieścić 15000 widzów.